# Matthias Hoch (Fotograf)

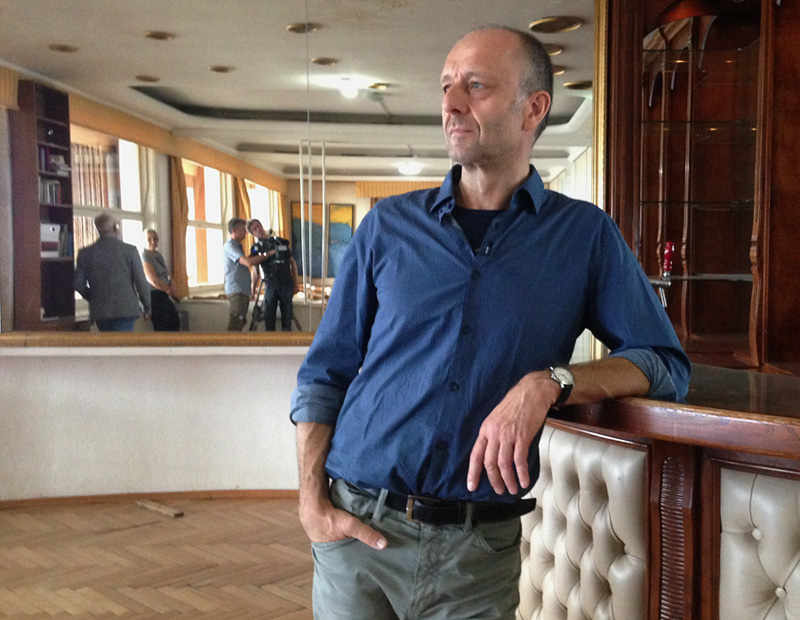
Matthias Hoch im ehemaligen Hotel Kobenzl, Salzburg 2016

Matthias Hoch (* 1958 in Radebeul) ist ein deutscher bildender Künstler und Fotograf.

## Leben
Matthias Hoch studierte von 1983 bis 1988 Fotografie an der Hochschule für Grafik und Buchkunst Leipzig. Nach einem DAAD-Studienaufenthalt an der Universität Essen (1990) und einem Meisterschülerstudium an der HGB Leipzig (1991–92) lehrte er von 1993 bis 1998 als künstlerischer Assistent an der HGB Leipzig. 2003 erhielt er ein Stipendium der Deutschen Akademie Villa Massimo in Rom, 2013 ein Stipendium des Goethe-Instituts für die Villa Kamogawa in Kyoto und 2018/2019 ein Stipendium der Bundesrepublik Deutschland für einen halbjährlichen Aufenthalt in der Cité Internationale des Arts Paris. Er lebt in Leipzig.

## Werk und Rezeption
Bekannt wurde Matthias Hoch mit Farbfotografien der Werkgruppe „Bahnhöfe“, die 1988 in Ostberlin, Dresden, Leipzig, Halle und anderen Städten der damaligen DDR entstand. Bilder dieser Serie wurden zwischen 1992 und 1999 in der Wanderausstellung „Zustandsberichte. Deutsche Fotografie der 50er bis 80er Jahre in Ost und West“ vom Institut für Auslandsbeziehungen in insgesamt 17 Ländern gezeigt. Sie befinden sich u. a. in den Sammlungen der Berlinischen Galerie, des Museums der bildenden Künste Leipzig, der Staatlichen Kunstsammlungen Dresden sowie der Pinakothek der Moderne, München. Wie der Kurator und Publizist Harald Kunde schreibt, „erzählen die nahezu menschenleeren Lokalitäten über ihre Form, ihre Farbgebung, ihr verordnetes Design und die Spuren ihrer Nutzung geradezu zwanghaft die Geschichte eines untergehenden Staates.“
In den 1990er Jahren realisierte Matthias Hoch fotografische Serien, die sich mit dem Reichstagsgebäude Berlin, dem Universitätsklinikum Aachen sowie neu erbauten Logistikzentren in Ostdeutschland beschäftigten. Es folgten Werkgruppen über moderne funktionale Architektur, die in Paris, Brüssel und den Niederlanden entstanden. Das Kunstmagazin art beschreibt Hoch’s Fotografien als „sparsame und irritierende Kommentare zu zeitgenössischer Urbanität“, für die FAZ sind sie „adäquate Bilder für die postindustrielle Gesellschaft“.
Während des einjährigen Rom-Aufenthaltes 2003 entstanden neben großformatigen Bildern auch fotografische „Skizzen“, die in Ingo Schulzes Erzählband „Orangen und Engel“ 2010 veröffentlicht wurden. Diese 48 Fotografien spiegeln, wie die Märkische Allgemeine schreibt, „auf wunderbar beiläufige Art das unmittelbare Nebeneinander von Banalem und Erhabenen wider“, „Bild und Text fügen sich zu einem subtilen Dialog.“ (NZZ)
Für seine Arbeit über die verlassene Konzernzentrale der Dresdner Bank in Frankfurt am Main („Silver Tower, 2009-11“) wurde Hoch mit einem Arbeitsstipendium der Kulturstiftung des Freistaates Sachsen gefördert.
In zeitgleichen Präsentationen im Fotohof Salzburg und in der Galerie für Zeitgenössische Kunst Leipzig stellte Matthias Hoch im Sommer 2016 seine Arbeit über die Transformation eines ehemaligen Salzburger Luxushotels vor („Hotel Kobenzl, 2014-16“). Der 3sat-Kulturzeit-Moderator Ernst A. Grandits beschrieb die Bilder so: „Matthias Hoch’s Fotografien machen das Vergehen der Zeit sichtbar. Sie sind poetische Zeugnisse eines scheinbar unaufhaltsamen Wandels, im Kleinen wie im Großen.“
Von 2017 bis 2020 unternahm Matthias Hoch eine visuelle Erkundung des halbfertigen, noch funktionslosen Hauptstadtflughafens Berlin Brandenburg (BER) und präsentierte 2021 die entstandenen Fotografien, eine Videoinstallation sowie einen Bildband.  „Der Fotograf Matthias Hoch nimmt am Flughafen Berlin Brandenburg Bilder auf, denen man nicht ansieht, ob sie Aufbau oder Abriss zeigen.“ (FAZ)

## Einzelausstellungen (Auswahl)
- 2000: Matthias Hoch, Fotografien, Städtische Galerie Wolfsburg
- 2000: Matthias Hoch, Fotografien, Oldenburger Kunstverein
- 2002: Matthias Hoch, Fotografien aus der Sammlung Bernd F. Künne, Kunsthalle Bremen
- 2005: Matthias Hoch, Fotografie und Video, Lindenau-Museum, Altenburg
- 2006: Matthias Hoch, Fotografie, Ludwig Forum für Internationale Kunst, Aachen
- 2006: Matthias Hoch, Studio d’Arte Contemporanea Pino Casagrande, Rom
- 2006: Matthias Hoch, Fotografien, Leonhardi-Museum, Dresden
- 2010: Matthias Hoch, Silver Tower, Galerie Nordenhake, Stockholm
- 2011: Matthias Hoch, Train Stations & Night, Rena Bransten Gallery, San Francisco
- 2013: Matthias Hoch, Silver Tower, Museum Kurhaus Kleve
- 2014: Matthias Hoch, Silver Tower, Kunstmuseum Kloster Unser Lieben Frauen, Magdeburg
- 2016: Matthias Hoch, Hotel Kobenzl. Projektion, Galerie für Zeitgenössische Kunst, Leipzig
- 2016: Matthias Hoch, Hotel Kobenzl. Die Geschichte eines Hauses, Fotohof, Salzburg
- 2021: Matthias Hoch, BER, Galerie Nordenhake, Berlin
- 2021: Matthias Hoch, Stadt. Fotografien 1986-92, Nagel Draxler Kabinett, Berlin
- 2022: Matthias Hoch, L’Entracte, Goethe-Institut, Paris
- 2024: Matthias Hoch, Silver Tower Pavilion, neue Gesellschaft für bildende Kunst, Berlin

## Gruppenausstellungen (Auswahl)
- 2000: DAAD - weltwärts, Kunstmuseum Bonn
- 2001: Trade, Fotomuseum Winterthur
- 2002: East, Galerie für Zeitgenössische Kunst Leipzig
- 2005: Der Blick auf Dresden, Kunsthalle im Lipsius-Bau, Staatliche Kunstsammlungen Dresden
- 2006: Picturing Eden, George Eastman House, Rochester
- 2007: Foto.Kunst, Essl Museum, Klosterneuburg
- 2008: Neue Leipziger Schule, Cobra Museum, Amstelveen/Niederlande
- 2008: Von Kunst und Politik - Fotografie in der Sammlung des Deutschen Bundestages. Kunst-Raum des Deutschen Bundestages, Berlin
- 2009: Art of Two Germanys / Cold War Cultures, Los Angeles County Museum of Art (LACMA)
- 2011: Leipzig. Fotografie seit 1839, Museum der bildenden Künste Leipzig
- 2012: Geschlossene Gesellschaft - Künstlerische Fotografie in der DDR 1949-1989, Berlinische Galerie, Berlin
- 2013: Schenkung Herbert Lange, Fotografien 1925-2009, Kunstsammlungen Chemnitz
- 2013: Concrete - Fotografie und Architektur, Fotomuseum Winterthur
- 2013: Weltreise. Kunst aus Deutschland unterwegs, ZKM, Museum für Neue Kunst, Karlsruhe
- 2014: The Paths of German Art from 1949 to the present, Moscow Museum of Modern Art (MMOMA), Moskau
- 2015: 2.5.0. - Object is Meditation and Poetry, Grassi Museum für Angewandte Kunst, Leipzig
- 2016: Interieur x Exterieur, Ludwig Forum für Internationale Kunst, Aachen
- 2017: Viajando pelo Mundo - Arte da Alemanha, Paço Imperial, Rio de Janeiro
- 2018: Die Stadt, Kunstsammlungen Zwickau
- 2019: Moderne. Ikonografie. Fotografie. Das Bauhaus und die Folgen 1919–2019, Kunstmuseum Magdeburg
- 2020: Freischwimmer, Fotografie der Sammlung Viehof und des Museum Kurhaus Kleve, Museum Kurhaus Kleve
- 2023: Suddenly Wonderful, Berlinische Galerie, Berlin
- 2024: Fokus Fotografie, Museum der bildenden Künste Leipzig

## Publikationen (Auswahl)
- Matthias Hoch: Speicher. Ausst.-Kat., mit Texten von Michael M. Thoss and Hans Dieter Huber (dt./fr.); Dogenhaus Galerie Leipzig, Goethe-Institut Paris, 1998, ISBN 3-00-003208-8
- Matthias Hoch: Fotografien. Ausst.-Kat., mit einem Text von Tim Dawson (dt./engl.), Städtische Galerie Wolfsburg, Suermondt-Ludwig-Museum, Aachen, 2000, ISBN 3-9806871-2-0
- Matthias Hoch: Begrenzte Übersicht / Limited Overview. Ausst.-Kat., Städtische Galerie Ravensburg, mit Texten von Thomas Knubben und Michael Stoeber (dt./engl.), Schaden Verlag, Köln 2002, ISBN 3-932187-23-7
- Matthias Hoch: Fotografien/Photographs. Herausgegeben von Jutta Penndorf, Lindenau-Museum Altenburg, mit Texten von Harald Kunde, Thomas Seelig, Sabine Maria Schmidt (dt./engl.), Hatje Cantz Verlag, Ostfildern 2005, ISBN 978-3-7757-1593-5
- Matthias Hoch: Almere Rotterdam Naarden Leipzig. Ausst.-Kat., mit einem Text von Aimée C. Reed (engl.), Hrsg.: Dogenhaus Galerie Leipzig; Galerie Akinci, Amsterdam; Rena Bransten Gallery, San Francisco; Rocket Press, London; 2008, ohne ISBN
- Ingo Schulze: Orangen und Engel, Italienische Skizzen. Mit Fotografien von Matthias Hoch. Berlin Verlag, 2010, ISBN 978-3-8270-0916-6; Lizenzausgabe im Deutschen Taschenbuch Verlag (dtv), München 2012, ISBN 978-3-423-14107-9
- Matthias Hoch: Silver Tower. Mit Texten von Harald Kunde (Hrsg.), Andreas Maier und Markus Weisbeck (dt./engl.). Spector Books, Leipzig 2013, ISBN 978-3-944669-01-4
- Matthias Hoch: Hotel Kobenzl. Mit einem Text von Andreas Maier (dt./engl.). Fotohof edition, Salzburg 2016, ISBN 978-3-902993-25-0
- Matthias Hoch: BER. Mit Texten von Kathrin Röggla und Thomas Weski (dt./engl.). Spector Books, Leipzig 2021, ISBN 978-3-95905-439-3